# Enni
Enni Ben'en (圓爾辯圓, pinyin : Yuán'ěr Biànyuán ; 1er novembre 1202 - 10 novembre 1280), également connu sous le nom de Shōichi Kokushi, est un moine bouddhiste japonais.

## Biographie
Enni commence sa formation bouddhiste en tant que moine Tendai. Alors qu'il étudie avec Eisai, Sugawara no Michizane lui apparaît dans un rêve et lui dit d'aller en Chine et d'y étudier la méditation. À la suite de cette vision, il part du Japon et rencontre en Chine le professeur de Rinzai, Wuzhun Shifan; il étudie le bouddhisme mahāyāna sous sa direction. À son retour au Japon, il emporte 2.500 textes chinois, fonde le monastère Tōfuku-ji à Kyoto et pratique le zen ainsi que d'autres types de bouddhisme. Mujū fait partie de ses disciples.

## Œuvre
Enni Ben'en est peut-être l'auteur du Shoichikokushi kana hogo, un texte également connu sous le nom de Zazen ron (Traité de la méditation assise). Il s'agit d'un texte bref, composé de 24 questions et réponses.

## Anecdotes
On pense qu'Enni est l'importateur au Japon depuis la Chine des techniques de production de farine qui ont rendu populaires les nouilles udon.

## Sources
- Carl Bielefeldt, « No-Mind and Sudden Awakening: Thoughts on the Soteriology of a Kamakura Zen Text », dans Robert Buswell et Robert Gimello, Paths to Liberation: The Mārga and Its Transformations in Buddhist Thought, Delhi, 1994, 475-505 p.{{Article encyclopédique}} : l'usage du paramètre |périodique = Motilal Banarsidass laisse présager

- Heinrich Dumoulin, Zen Buddhism: Japan, vol. 2, Bloomington, IL, World Wisdom, coll. « Zen Buddhism: A History », 2005